# Medierad diskursanalys
Medierad diskursanalys (MDA) är ett språkvetenskapligt paradigm för att förstå relationen mellan diskurs och handling. Grundarna av detta ramverk är Ron Scollon och Suzie Wong Scollon. Medierad diskursanalys är nära besläktat med nexusanalys, som är mer metodologiskt orienterat.   
Även om MDA är en slags diskursanalys är forskarens primära fokus människors handlingar. Alla handlingar ses som medierade, det vill säga möjliggjorda med olika former av medierande redskap. Det är där diskurs kommer in i analysen. Tre analytiska koncept är centrala för att analysera handlingen:
- deltagarnas historiska kroppar
- interaktionsordningen mellan deltagarna
- situationens diskurser.

MDA har bland annat använts för att undersöka hälsokommunikation.

## Viktiga verk
- Blåsjö, Mona, Christensson, Johan & Hanell, Linnea. 2024. Medierad diskursanalys. Att studera nexus mellan språkbruk och handling. Studentlitteratur.
- Norris, Sigrid & Jones, Rodney H. 2005. Discourse in action. Introducing mediated discourse analysis. Routledge.
- Scollon, Ron. 2008. Analyzing public discourse. Discourse analysis in the making of public policy. Routledge.
- Scollon, Ron & Scollon, Suzie Wong. 2004. Nexus analysis. Discourse and the emerging internet. Routledge.